# بطولة أمريكا الجنوبية لألعاب القوى 1958
بطولة أمريكا الجنوبية لألعاب القوى 1958 هي النسخة الـ 20 من بطولة أمريكا الجنوبية لألعاب القوى. أقيمت في مونتفيدو. تصدرت البرازيل جدول الميداليات برصيد 38 ميدالية منها 13 ذهبية.

## جدول الميداليات
| الترتيب | منتخب      | ذهبية | فضية | برونزية | المجموع |
| ------- | ---------- | ----- | ---- | ------- | ------- |
| 1       | البرازيل   | 13    | 15   | 10      | 38      |
| 2       | تشيلي      | 8     | 5    | 8       | 21      |
| 3       | الأرجنتين  | 7     | 8    | 16      | 31      |
| 4       | بيرو       | 2     | 1    | 1       | 4       |
| 5       | الأوروغواي | 1     | 1    | 0       | 2       |
| 6       | كولومبيا   | 0     | 1    | 0       | 1       |